# Kim Refshammer
Kim Refshammer (født 14. september 1955 i København, død 25. februar 2002 i Utterslev Mose) var en dansk cykelrytter og landstræner for det danske banelandshold.

## Karriere
Ved Sommer-OL 1976 i Montreal deltog Refshammer ved 4000 meter holdforfølgelsesløb. På vinterbanen i Forum København og i udlandet vandt han mange parløbssejre med blandt andre Kim G. Svendsen, Bjarne Sørensen og Michael Marcussen.
Kim Refshammer var dansk banelandstræner fra 1984 til 1994 og igen fra 1998 og frem til sin død.
Han døde under en løbetur i Utterslev Mose, hvor han blev ramt af et ildebefindende, og faldt død om på stedet af et hjertestop.

## Kim Refshammers mindeløb
Siden 2005 har der hvert år været afviklet Kim Refshammers Mindeløb i Ballerup Super Arena. Løbet køres over fem km, hvor de første fire er efter en derny. Det har deltagelse af de bedste U17- og U19 ryttere.
| Kim Refshammers mindeløb |                                        |
| År                       | Vinder                                 |
| 2005                     | Thomas Kristiansen                     |
| 2006                     | Sebastian Lander                       |
| 2007                     | Niki Byrgesen                          |
| 2008                     | Sebastian Lander                       |
| 2009                     | Matias Greve                           |
| 2010                     | Matias Greve                           |
| 2011                     | Elias Helleskov Busk                   |
| 2012                     | Mathias Krigbaum                       |
| 2013                     | Casper Pedersen                        |
| 2014                     | Andreas Kron                           |
| 2015                     | Julius Johansen                        |
| 2016                     | Julius Johansen                        |
| 2017                     | Oliver Wulff Frederiksen               |
| 2018                     | Frederik Wandahl                       |
| 2019                     | Phillip Mathiesen                      |
| 2020                     | ikke afholdt pga. coronaviruspandemien |
| 2021                     | ikke afholdt pga. coronaviruspandemien |
| 2022                     | Silas Falkø                            |